# Champdray
Champdray is een gemeente in het Franse departement Vosges in de regio Grand Est en telt 165 inwoners (2005). De plaats maakt deel uit van het arrondissement Saint-Dié-des-Vosges.

## Geografie
De oppervlakte van Champdray bedraagt 9,4 km², de bevolkingsdichtheid is 17,6 inwoners per km².
De onderstaande kaart toont de ligging van Champdray met de belangrijkste infrastructuur en aangrenzende gemeenten.

## Demografie
Onderstaande figuur toont het verloop van het inwonertal.
Aydoilles · Badménil-aux-Bois · Bayecourt · Beauménil · Belmont-sur-Buttant · Biffontaine · Bois-de-Champ · Brouvelieures · Bruyères · Champ-le-Duc · Charmois-devant-Bruyères · Champdray · Cheniménil · Destord · Deycimont · Docelles · Domèvre-sur-Durbion · Domfaing · Dompierre · Fays · Fiménil · Fontenay · Fremifontaine · Girecourt-sur-Durbion · Grandvillers · Gugnécourt · Herpelmont · Jussarupt · Laval-sur-Vologne · Laveline-devant-Bruyères · Laveline-du-Houx · Lépanges-sur-Vologne · Méménil · Mortagne · La Neuveville-devant-Lépanges · Nonzeville · Padoux · Pierrepont-sur-l'Arentèle · Pallegney · Les Poulières · Prey · Rehaupal · Les Rouges-Eaux · Le Roulier · Sainte-Hélène · Sercœur · Vervezelle · Villoncourt ·Viménil · Xamontarupt · Zincourt